# Правопис Гатцука
Правопис Гатцука (Гатцуківка) — український правопис, який Микола Гатцук використав у збірці фольклорного матеріалу «Ужинок рідного поля» (1857) та в букварику «Українська абетка» (1861).
У своїй книзі він виробив два варіанти правопису: один — на основі російського дореволюційного правопису, другий — на основі уставу — письмової церковнослов'янської кириличної абетки. З метою відображення різноманітних діалектичних нюансів української мови Гатцук упорядкував використання діакритичних знаків. Правопис Гатцука не набув поширення, однак саме йому сучасна українська орфографія завдячує відновленням давнього паєрика — теперішнього апострофа.

## Правопис на основі російського дореволюційного правопису

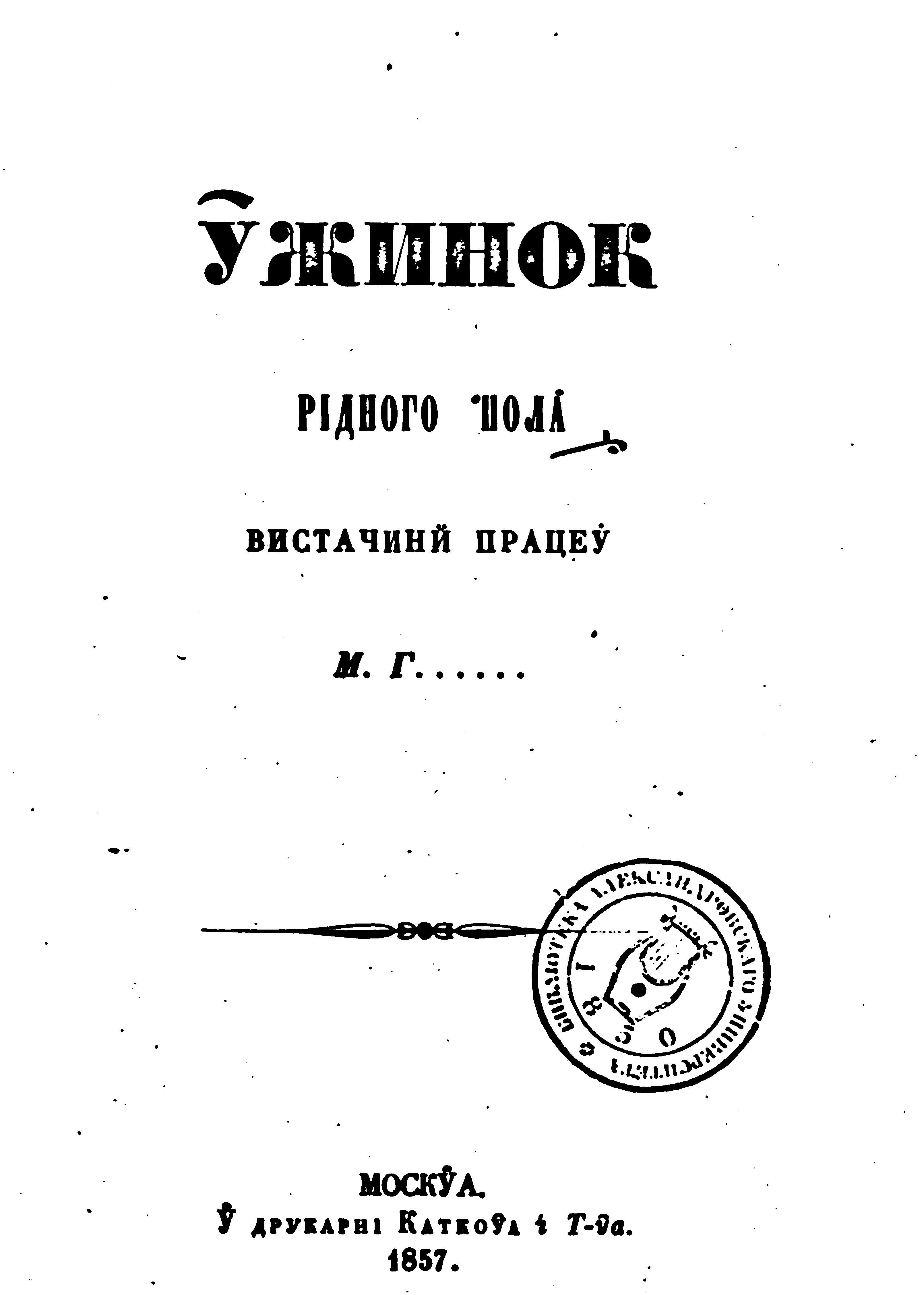
Микола Гатцук — Ужинок рідного поля (1857)

У передмові до «Ужинку рідного поля» М.Гатцук пише:
«Як ця праця, у своїм писані, чимало має приздачок нових, то шьоб латві було Панам читцям достоту її прочитати, повинно усвідчити, шьо: Як у нашої мови а начастую витинається за я , о,-- за іо, у за ю, то, у присланої до мене праці викинути я і ю, а з ними, як некчемні: ъ, ы, ь, ѣ, ѳ, ѵ.
Тильки замісць ы, узято и; йому назвісько ита і витинається неначе проміжнє межи ы і и; замісць ь,-- узята мʼяка зупинка (ʹ); замісць ѣ, — то ı без крапки і має тонку витинку; а (Е) — витинається, як славянське Є (чи як Московське Э). Ззатого удання, унерушилась така абетка:
а, б, в, г, д, ε, ж, з, ı, и, к, л, м, н, о, п, р, с, т, у, ф, х, ц, ч, ш, щ.
З якої складаються усі слова нашої мови; тʼ але ж треба знати:
- Коли а, о, у, мають на себе крапку (˙) ȧ, ȯ, ẏ, то витинаються як: я, йо, ю.
- Коли а, ε, і, и, о, у мають на себе зазначку ійку ( ̆), витинаються, як: ай, эй, ій, ий, ой, уй.
- Коли ж ȧ, ȯ, ẏ, мають на себе крапку і ійку: ă̇, ŏ̇, ў, то витинаються, як: яй, йой, юй.
- Коли ж ε, ı мають на себе мʼяку зупинку (ʹ) έ, í, то έ витинаїться неначе славянське ѣ, а í пособні витинок має, якого нема по інших мовах, то-річ: íхати, íсти, íмла і др.

Ійка становиться скрізь, де тільки її витинка чується:
- уперше, — непорушне у слові. Тоді вона становиться завше зверху: ŏ, мĭ, твĭ, свĭ, гă, дă, мă, витинă, гассă, марнĭ, гамў, розмоŷлă, шпурлă, m̆и, m̆ати.
- Удруге, — начастую у промізці слов. Тоді вона витинається не як повна ійка і становиться прек слова передущого. Ця перекидка ійки бува тоді, коли заднє слово, на скиньчи має деяки з ціх: а, ε, г, и, о, у, ȧ, έ, í, ȯ, ẏ — та навіть не проміж кожним словом, але ж там, де склад самої річи того трібує, коли слова незупинне собі йдуть, — то-річ: Козаче •бурлаче; Ходи-но серденʹко •до хати; не ходи Грицẏ •на вечорницẏ; Ŏ зрадо, •зрадо! Чорнı брови •маíш.
- Часом ійка чується і в початці слова; тільки ж це бува найбільш у віршах: •Деж ти •була — моέ •сεрденко?

(Ŷ) Коли має на себе зазначку ŷ, витинається неначе у і в укупці (разом) тильки ж в шьоб неначе, як прикладка річи повинна триматись, то-річ: ŷ господı, ŷ полı, ŷ скринı;
- удруге, — у скупчині слова, коли воно складене не з одного і у промізьці має єŷ: Заŷгεтʹ, заŷзȧтй, заŷдоŷж, наŷмани, наŷлучнε.
- Утретє, — коли воно непорушне у слові: Дıŷчина, гамуŷати, гăнуŷати, калинıŷка і др.
- Учетверте, — коли ŷ у початці слова, тай ше перед себе має (у) тоді перше витинається як ŷ, а друге як ẏ: Ŷ Ẏкраı́нı, ı ŷ ẏплıтах, ŷ ẏсах і др.

Мʼяка (ʹ) зупинка становиться скрізь, де вона, по витинці слова чується: грицʹ, грεцʹ, швецʹ, родонʹка, гилонʹка, мʹȧкй і др.
Важка зупинка (ˋ) де-інколи становиться у слові і завше задля того, шьоб тільки його зʼєднанє визначити, т.р. тˋалеж, пˋобȯбıч, зˋодного і др.
Продовжка (ˉ) завше там у слові становиться, коли як треба де у ньому спинитись, чи витинку де продовжити у якому його місці; чи ше де треба по проміжках слов, чи скіньчи річи, (так ж, як і у повсякої мови): НезупН̅е, з̅аȧкого, з̅агнучкоẏ, витинаẏц̅ȧ, вештаẏц̅ȧ і др.
Як у нашої мови часом (г) витинається як франське чи ланське g, — то з того уданя (г) має у себе зазначку (ӷ) то-річ: ӷедз, ӷарнец і др.
Бачучи, шьо ці приздачки писання за усих, які були досі, більш усього згожи до нашої мови і скрізь, достоту, прикладаються у повсіх її витинках, я здаюсь і свою працю вистачити в основах цього писання, уважаючи, шьо вони здатніш за іньши».

## Приклад тексту
Кожнй B̆асʹ ма свĭ лас. Так скрізʹ живε лẏдина •ŷ свıтı, í рıч цȧ •нε диво: бо спаласʹ нам спозаколишнȯго •шε вıку, з чималими примхами í хибчами лẏдʹского •лиха. Чи нε спозадаŷнȯго •шε часу, í досı, славослови •Бога повεрталисʹ ŷ свıтı, ȧк ŷ своí ̆ господı? Чи нε спозадаŷнȯго •шε часу, кожнй робиŷ, ȧк сам примıŷ, нε ŷажаẏчи на тε, шȯ кожнй повинин працẏ •своẏ íднати з добром, хочаб на гарıлʹ малεсенʹким? Талεж нı: заŷшε í скрıзʹ була з чоловıком ı ȯго ȧŷза, ȧка ласила, тручала í мурдуŷала ȯго ŷ житí; сипала •лихом í, часом, ȧк кара божа, нεвıчила нε тıлʹки добру працẏ •лẏдε̆, тˋалεж-í самих лẏдε̆.

## Правопис на основі уставу— письмової церковнослов'янської кириличної абетки

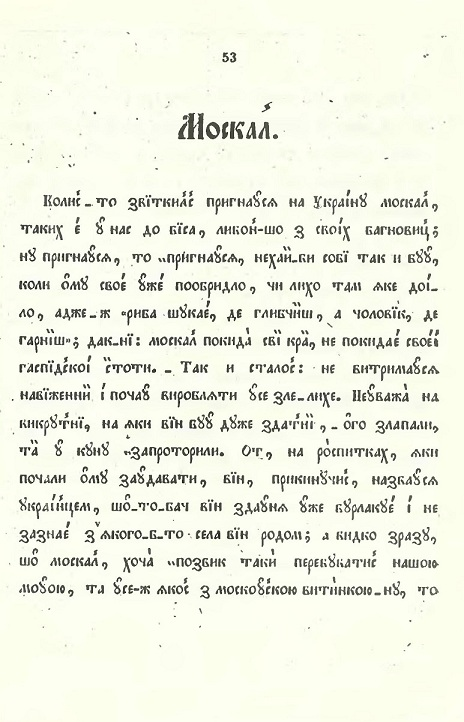
М.Гатцук (1861) Українська абетка

У передмові до «Української абетки» М.Гатцук пише: «…я притримавсь не Петрівської абетці, яка не здатня до нашої мови, але церковної, і такого навіть писання (орфографії), яке правдиве було в нас і унерушилось по старописях наших; тільки ж я викинув з неї: Ѕ, Ѱ, Ѯ, Ѿ, Ѹ, Ы, Ь, Ѣ, Ѽ, Ѡ, Ѫ, Ѳ, Ѵ, без яких є змога нам достоту й перебутись; те ж саме і без титлів; а, замісць того, придав літеру Í (їту), якої хоча й не було у абетці, обаче ж вона начастую трапляється по наших старописях і дуже нам найпритрібна, коли ми здаємось на правдиві основи нашої мови.
Як це наше стародавне писання (орфографія) не кожному ше дознаку добре, то мушу про неї дешо й казати: Зазначка [ ̏ ] йка начастую становилась над гласними ȁ, є̏, ȉ, ȍ, ѹ̏, ю̏, ѧ̏, тоді треба було вимовляти їх за: ай, ей, ій, ий, ой, уй, юй і яй.
[Ѹ̂ чи ŷ] які трапляються скрізь по старописях наших і начастую у початці слов, вимовлялись у нас не за просте [у], а неначе б за глухе [в]; у по-річ того я й здався притриматись не [ѹ̂], a [ŷ].
[ô] витиналось за [їо].
Замісць [ь] найзавше становилась мьяка зупинка [ ͛ ]; а замісць [ъ],-- важка [ ' ].
Як до нашої мови [ѣ] ять зголя непотрібне, то замісць його повинно витримувати [ї].»